# 골리앗

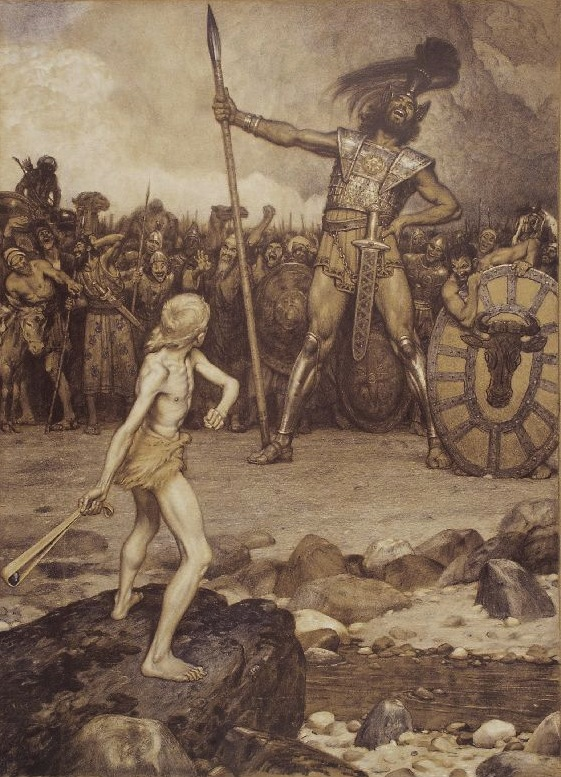
다윗과 골리앗. 오스마르 쉰들러의 1888년 경 작품.

골리앗(영어: Goliath 히브리어: גָּלְיָ֥ת 갈르야트)은 구약성경의 사무엘기(삼상 17:4)에 등장하는 블레셋의 거인 병사이다. 키는 6규빗 한 뼘 즉 292.5cm였다. 약 9.65척이다. 하지만, 이는 맛소라 사본의 기록으로, 이보다 이전의 기록인 사해 문서에서와 유대 역사가 요세푸스의 기록, 그리고 70인역본에서는 그의 키를 약 4규빗 한 뼘 즉 205.7cm로 기록한다.
양치기 소년인 다윗이 돌을 던져 골리앗의 이마에 맞혀 쓰러트리고 칼로 죽였다.
다윗과 골리앗이라는 구절은 약자가 맞서는 상황을 나타내는 보다 대중적인 의미를 가졌다. 작고 약한 상대방이 훨씬 더 크고 강한 적과 대면하는 것을 의미한다.

## 뜻
골리앗(히브리어: גָּלְיָ֥ת 갈르야트)은 망명자(exile), 유랑자로 번역하는데, 히브리어 문자대로 해석하면 "하나님이 거만하도록 만드신 존재"라는 뜻이다. 골리앗은 가드(Gath, 히브리어: גַּ֑ת 가트)출신이며, 골리앗 이름 안에도 가드 지명이 들어가 있다.

## 성경 기록
히브리어 성경에는 골리앗에 대한 두 가지 별도의 기록이 있으며, 별도의 책에 나타난다.
사무엘상 17장에는 사울과 이스라엘 백성들이 엘라 골짜기에서 블레셋 사람들과 맞서고 있다. 하루에 두 번씩, 40일 동안, 아침 저녁으로, 블레셋의 용사 골리앗이 전선 사이에 나타나서 이스라엘 백성에게 그들 자신의 용사를 보내어 한 번의 전투로 승패를 결정하라고 요구하지만, 사울은 두려워한다. 다윗은 도전을 받아들인다. 사울은 마지못해 갑옷을 주겠다고 제안했지만, 다윗은 거절하고 지팡이와 물매, 시내에서 돌 다섯 개만 가져갔다.
다윗과 골리앗은 갑옷과 단창을 들고 있는 골리앗, 지팡이와 물매를 들고 있는 다윗과 대결한다. “블레셋 사람이 자기 신들로 다윗을 저주하였더니” 다윗은 이렇게 대답한다. “오늘 여호와께서 너를 내 손에 붙이시리니 내가 너를 쳐서 오늘 블레셋 군대의 시체를 그에게 붙이리라.” 공중의 새와 땅의 들짐승에게 이르기를 이는 온 땅으로 이스라엘에 신이 계신 줄 알게 하려 함이며 하나님의 구원하심이 칼과 창에 있지 아니함을 온 땅으로 알게 하려 함이니 전쟁은 하나님께 속한 것이요 그에게 속한 것임이로다 너를 우리 손에 넘겨줄 것이다."
다윗이 물매에서 돌을 던져 골리앗의 이마 중앙에 맞자 골리앗은 얼굴을 땅에 대고 쓰러졌고 다윗은 그의 머리를 잘랐다. 블레셋 사람들은 도망쳐 이스라엘 사람들의 추격을 받아 “가드와 에그론 성문까지” 간다. 다윗은 골리앗의 갑옷을 자기 장막에 두고 그 머리를 예루살렘으로 가져가고, 사울은 그 소년을 데려오라고 아브넬을 보낸다. 왕이 누구의 아들인지 묻자 다윗은 “나는 주의 종 베들레헴 사람 이새의 아들이니이다”라고 대답한다.

## 같이 보기
- 아인잘루트 전투
- 다윗 플래이트(David Plates)